# Кільченський заказник
Кі́льченський заказник — ландшафтний заказник загальнодержавного значення в Україні. Об'єкт природно-заповідного фонду Дніпропетровської області. 
Розташований на північний захід від міста Підгородного Дніпровського району Дніпропетровської області.
Площа 100 га. Створений 1974 року. Перебуває у віданні: Дніпропетровська райдержадміністрація. 
Охороняється унікальний природний комплекс у долині річки Кільчені з мальовничими плесами та прилеглими байраками. Заплавна частина заказника вкрита переважно болотно-лучною рослинністю. Лісові насадження представлені берестово-кленовими дібровами. Певну цінність має ділянка бересто-ясеневої діброви. На схилах байраків зростають клен польовий, клен татарський, акація біла, берест, груша дика. Подекуди збереглися невеликі природні переліски з липи та осики. З чагарників поширені глід, бруслина бородавчаста, шипшина тощо. Галявини вкриті лучною і степовою рослинністю. 
Багатий тваринний світ: сарна європейська, свиня дика, заєць сірий, лисиця руда, борсук; значка кількість птахів. 
Заказник має наукове, рекреаційно-пізнавальне значення.